# Виторио Села
Виторио Села (на италиански: Vittorio Sella) е италиански алпинист и фотограф, известен с едни от първите фотографии на голям брой планини и върхове.
Роден е в Биела през 1859 година във влиятелно семейство. Баща му е един от пионерите на фотографията, върху която написва научен реферат. Още като дете се насочва едновременно към фотографията и алпинизма, който е другата семейна страст. През 1879 година прави снимки на връх Монте Марс в Западните Алпи и постепенно започва серия от фотографски репортажи от целите Алпи.
През 1882 година прави първото зимно изкачване на Матерхорн. Там прави и 360-градусова панорамна снимка. През 1889, 1890 и 1896 година обикаля Централен Кавказ, а година по-късно придружава Луиджи Амадео де Савой в Аляска, където опитва да изкачи връх Сейнт Елиас. През 1899 година заедно с брат си Ерминио и англичанина Дъглас Фрешфийл успяват да се промъкнат в Сиким. През 1906 година заедно с херцога на Абруци заминава в Африка за Рувензори. Три години по-късно пристига и в Каракорум. От всички тези експедиции Села се завръща с богата колекция от снимки, въпреки че му се налага всеки път да носи тежка фотографска техника. Качеството на снимките му се дължи на фотографски плаки с размер 30х40 см, за пренасянето на които изработва специални седла и раници.  Той фотографира не само планини и пезайжи, но и местните хора, които населяват тези райони.
Научният успех на първата му експедиця в Кавказ, при която фотографира голяма част от върховете в района, му носи признанието на Кралското географско дружество и на руското правителство. През 1890 година организира втора експедиция, която е също толкова успешна, последвана от трета през 1896 година.
Села продължава да катери до късна възраст като последния му опит да качи Матерхорн е на 76 години, но се проваля, защото един от водачите му получава наранявания. Умира в родния си град Биела през 1943 година. Колекцията му от фотографии се управлява от Фондация Села. 

## Галерия
- К2
- Синиолчу в Сиким
- На Ветерхорн през 1886 година
- Ушба
- Ледник Балторо и Музтаг Тауър
- Снимка от Хималаите